# Vive le Roi ! (chanson)

Le Chant du Jura plus connu sous le nom de Vive le Roi ! est une œuvre de Rouget de Lisle qu'il a créée en 1814 lors de la Restauration. Il ne fut toutefois pas retenu par Louis XVIII.

## Texte
1
Vive le Roi !

Noble cri de la vieille France,

Cri d'espérance

De bonheur d'amour et de foi !

Trop longtemps étouffé par le crime et nos larmes

Éclate plus brillant et plus rempli de charmes.
Refrain :
Vive le Roi !

Vive à jamais, vive le Roi !
2
Vive le Roi !

Tristes amantes, pauvres mères

Malheureux pères

Sortez de votre long émoi

À peine a retenti le cri de l'allégresse

Il vous rend les objets chers à votre tendresse.
Refrain
3
Vive le Roi !

Candeur, gaîté, douces compagnes

Dans nos montagnes

Que ce nom vous porte avec soi

Adoré Béarnais ! Le ciel sous cet auspice

S'en va permettre enfin que son jour s'accomplisse.
Refrain
4
Vive le Roi !

Cri fameux cher à la victoire

Signe de gloire

Plus triomphant réveille toi

O Bayard ! ô Guesclin ! vos ombres exilées

Dans les airs paternels par lui sont rappelées
Refrain
5
Vive le Roi !

Patrie, honneur, sublimes flammes

Ah ! de nos âmes

Comme jadis soyez la loi

Que la France et son Roi soient heureux l'un par l'autre

De leur commun bonheur va naître enfin le nôtre.
Refrain